# Pierre Balmain
Pierre Alexandre Claudius Balmain (fransk udtale: [pjɛʁ balmɛ], født 18. maj 1914 Saint-Jean-de-Maurienne, Savoie, død , 29. juni 1982 Paris, Frankrig) var en fransk modedesigner og grundlægger af det førende modehus Balmain efter 2. verdenkrig. Kendt for sofistikation og elegance, han beskrev klædeskabningskunsten som "bevægelsens arkitektur".